# دوغان‌جیک (سلطان‌داغی)
دوغان‌جیک (به ترکی استانبولی: Doğancık) یک منطقهٔ مسکونی در ترکیه است که در سلطان‌داغی واقع شده‌است.